# پژو اونیکس
پژو اونیکس یک خودروی اسپرت مفهومی است که توسط خودروساز فرانسوی پژو تولید شده و در نمایشگاه خودروی پاریس ۲۰۱۲ معرفی شد.

## بررسی

### طراحی
بدنه خودرو توسط مرکز طراحی پژو و توسط طراح ارشد ژیل ویدال طراحی شده‌است. در بدنه از الیاف کربن و فویل‌های مسی استفاده شده‌است. چراغ‌های عقب از زبان طراحی سه پنجه شیر پژو استفاده می‌کنند و خطوط کشیده بدنه خودرو از دیگر خودروهای اسپرت پژو، (پژو پروکسیما، پژو اوکسیا، پژو آرسی‌زد، پژو SR1 و پژو HX1 الهام گرفته شده‌است).

### موتور
اونیکس مجهز به موتور پژو اسپورت ۳٫۷ لیتری ۸ سیلندر پژو ۹۰۸، با مجموع ۶۸۰ اسب بخار (۶۰۰ دیزلی + ۸۰ برقی) برای وزن ۱٬۱۰۰ کیلوگرم (۲٬۴۰۰ پوند) است. شتاب صفر تا صد خودرو در ۲٫۹ ثانیه و حداکثر سرعت خودرو ۳۶۰ کیلومتر بر ساعت است.